# Schloss Lüdersburg
Das Schloss Lüdersburg ist eine Schlossanlage an der Stelle einer mittelalterlichen Burg in der Gemeinde Lüdersburg im niedersächsischen Landkreis Lüneburg.

## Geschichte
Die Lüdersburg lag in einem schmalen, linkselbischen Streifen, der zum Gebiet des Herzogtums Sachsen-Lauenburg gehörte. Sie war möglicherweise eine Gründung der Edlen von Harderstorpe, als ältester bekannter Besitzer ist aber das Adelsgeschlecht Sprenger nachgewiesen. Diese übertrugen 1225 Güter bei Haarstorf an die Grafschaft Lüchow, im Gegenzug erhielten sie das Lehnsrecht über ihren Hof zu Lüdersburg sowie das Gericht über die Burg und den Ort. Ihnen folgten die Zabel, die 1328 den Besitz mit Einwilligung des Herzogs von Lauenburg als ihrem Lehnsherrn an die von Wittorf veräußerten. Damals war die Burg aber offenbar schon wieder zu einem einfachen Gut herabgesunken. Im Besitz der Herren von Wittorf blieb dieses bis 1775, als sie es an den Freiherrn von Spörcken verkauften. Dieser ersetzte um 1776 das alte, baufällige Herrenhaus durch einen barocken Neubau in Form eines zweigeschossigen Fachwerkgebäudes mit Mansarddach, das im 19. und 20. Jh. zahlreiche Veränderungen erfahren hat.
Das Gebäude dient heute als Hotel mit angeschlossenem Golfplatz. Die umgebenden Wirtschaftsgebäude stammen aus dem 19. Jahrhundert. Die Familie von Spörcken wohnt heute im ehemaligen Schafstall hinter dem Schloss.